# Orangerotes Habichtskraut
Das Orangerote Habichtskraut (Hieracium aurantiacum L., Syn.: Hieracium brunneocroceum Pugsley, Pilosella aurantiaca (L.) F. W. Schultz & Sch. Bip.) ist eine Pflanzenart aus der Gattung der Habichtskräuter (Hieracium) in der Familie der Korbblütler (Asteraceae). Sie ist in den gebirgigen Regionen Mittel-, Süd- und Westeuropas heimisch und wurde in andere Teile Europas sowie nach Nordamerika und Australien eingeschleppt.

## Beschreibung

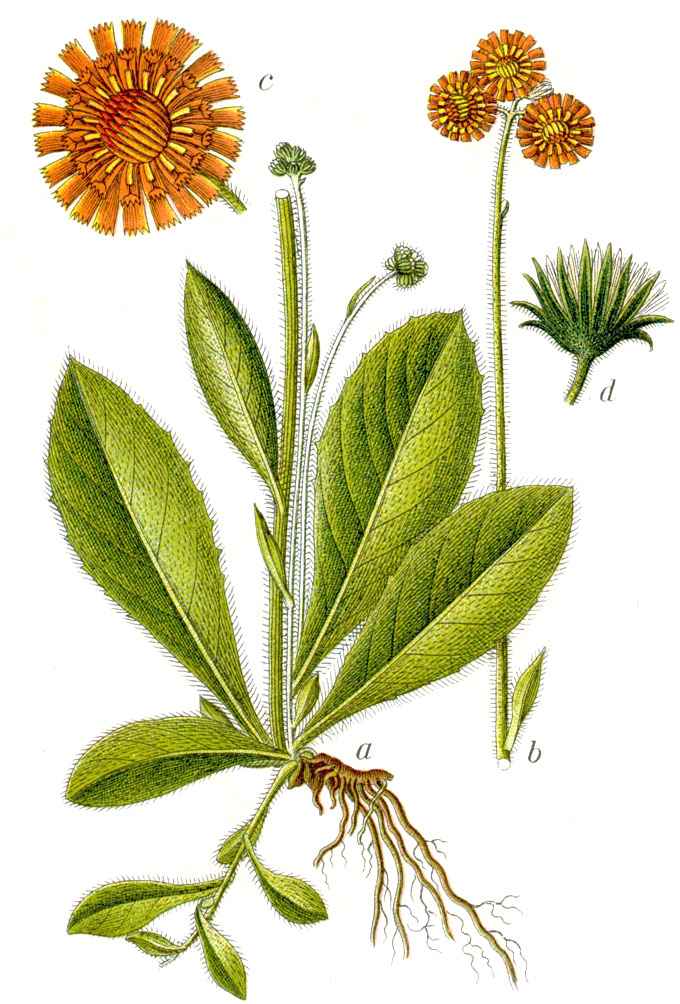
Illustration aus Johann Georg Sturm (1796), Deutschlands Flora in Abbildungen, Tafel 60

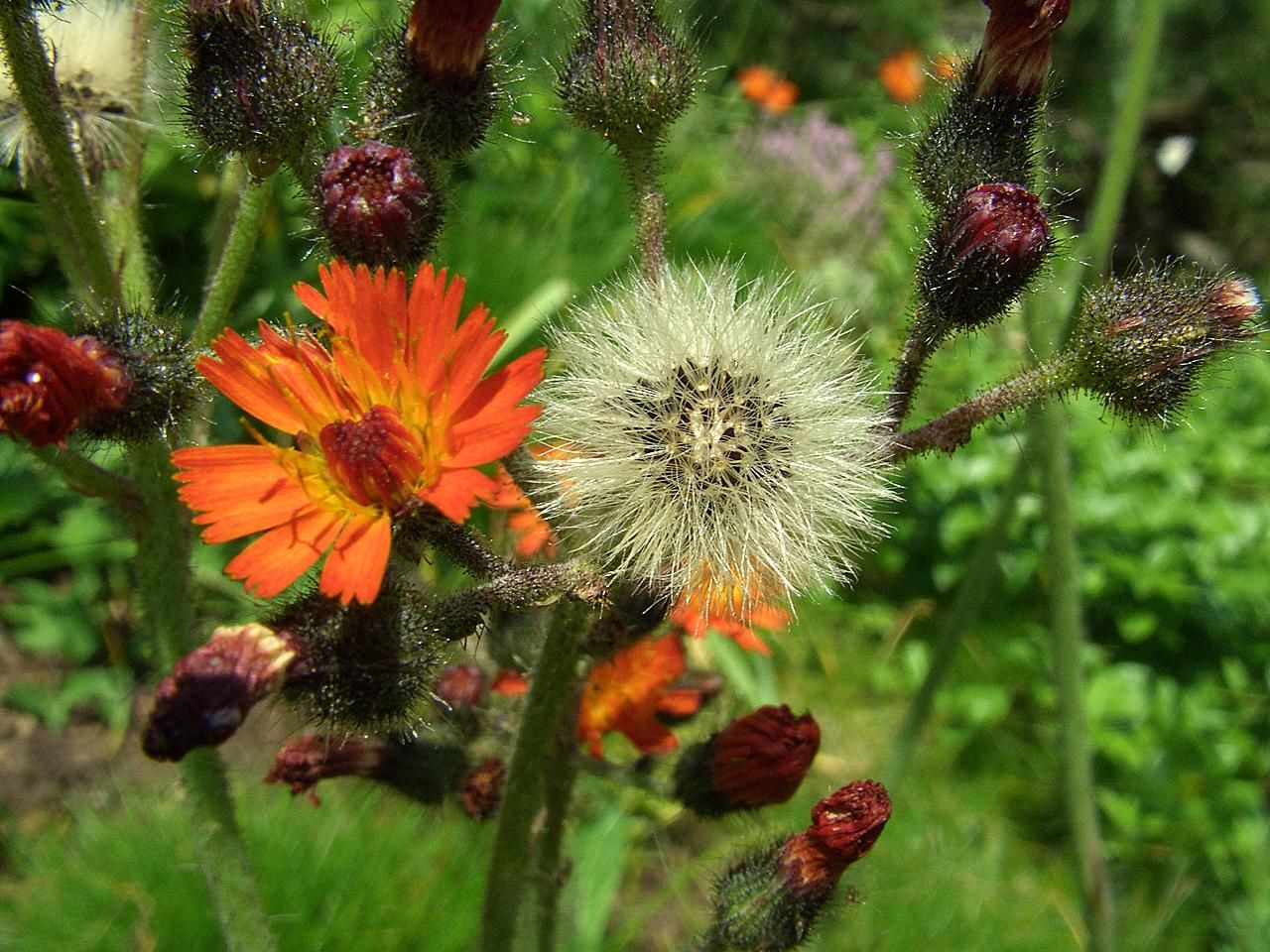
Orangerotes Habichtskraut, blühend und fruchtend

### Vegetative Merkmale
Das Orangerote Habichtskraut ist eine mehrjährige krautige Pflanze, die Wuchshöhen von 15 bis 60 Zentimetern erreicht. Die Art bildet sowohl ober- als auch unterirdische Ausläufer. Die aufrechten Stängel sind mit zahlreichen feinen 2 bis 4 Millimeter langen, dunklen Haaren besetzt und haben eine fein, aber rau behaarte Basis.
An der Stängelbasis befinden sich drei bis acht, gelegentlich auch mehr grundständige Laubblätter, während sich am Stängel keine oder ein, gelegentlich auch mehr Laubblätter befinden. Die Blattspreite ist bei einer Länge von 4,5 bis 16 Zentimetern sowie einer Breite von 1 bis 3,5 Zentimetern spatelförmig bis verkehrt-lanzettlich mit keilförmiger Spreitenbasis und spitz zulaufender Spreitenspitze. Die Spreitenränder sind ganzrandig. Sowohl die Blattunterseite als auch die Blattoberseite sind mit zahlreichen 1 bis 2 Millimeter langen, feinen dunklen Haaren besetzt.

### Generative Merkmale
Die Blütezeit erstreckt sich in Nordamerika von Mai bis Juni sowie von August bis September, während sie sich in der Schweiz von Juni bis August erstreckt. Der doldenartige Gesamtblütenstand enthält meist zwei bis sieben, gelegentlich auch zwölf oder mehr körbchenförmige Teilblütenstände. Der Blütenstandsschaft ist drüsig behaart. Das bei einer Länge von 0,6 bis 1 Zentimetern glockenförmige Involucrum enthält 13 bis 30, gelegentlich auch mehr an der Unterseite drüsig behaarte Hüllblätter. Die Blütenkörbchen enthalten 25 bis 120 oder mehr Zungenblüten. Die gelborange über orangen bis dunkel orangeroten Zungenblüten sind 1 bis 1,4 Zentimeter lang.
Die Achänen sind bei einer Länge von 1,2 bis 2 Millimetern säulenförmig. Der Pappus besteht aus 25 bis 30 weißen Borstenhaaren, die 3,5 bis 4 Millimeter lang sind.

### Chromosomenzahl
Die Chromosomenzahl beträgt 2n = 18, 27, 36, 45, 54, 63 oder 72.

## Vorkommen
Das Orangerote Habichtskraut ist in den Gebirgen Mitteleuropas, Südeuropas und Nordeuropas in Höhen von 1100 bis 3000 Meter heimisch. In den Allgäuer Alpen steigt die Art an den Seeköpfen gegen das Laufbacher Eck in Bayern bis zu 2000 Meter Meereshöhe auf. In anderen Gebieten Mitteleuropas sowie in Nordamerika und den südöstlichen Teil Australiens ist die Art verwildert.
Diese Pflanzenart bevorzugt leicht saure, nährstoffarme Magerrasen, Zwergstrauchheiden oder Weiden, ist kultiviert auch in Steingärten zu finden. Sie ist ursprünglich eine Charakterart des Verbands Nardion, kommt aber auch in Pflanzengesellschaften des Verbands Calamagrostion vor. Sie verwildert in mageren Parkrasen und tritt dann auch in Gesellschaften des Verbands Cynosurion auf.
Die ökologischen Zeigerwerte nach Landolt et al. 2010 sind in der Schweiz: Feuchtezahl F = 3w (mäßig feucht aber mäßig wechselnd), Lichtzahl L = 4 (hell), Reaktionszahl R = 2 (sauer), Temperaturzahl T = 2+ (unter-subalpin und ober-montan), Nährstoffzahl N = 2 (nährstoffarm), Kontinentalitätszahl K = 4 (subkontinental).

## Systematik
Die Erstbeschreibung als Hieracium aurantiacum erfolgte 1753 durch Carl von Linné in Species Plantarum, Band 2, Seite 801. Ein Synonym für Hieracium aurantiacum L. ist Pilosella aurantiaca (L.) F.W. Schultz & Sch. Bip.
Man kann folgende Unterarten unterscheiden:
- Pilosella aurantiaca (L.) F.W. Schultz & Sch. Bip. subsp. aurantiaca
- Pilosella aurantiaca subsp. auropurpurea (Peter) Soják (Syn.: Hieracium aurantiacum subsp. auropurpureum Peter): Sie kommt in Frankreich, der Schweiz, Italien, Deutschland und Österreich vor.[9]
- Pilosella aurantiaca subsp. decolorans (Fr.) T.Tyler (Syn.: Hieracium decolorans Fr.): Sie kommt in Norwegen, Schweden, Finnland, Russland, in Italien, Österreich, in der Schweiz, in der Slowakei und in Rumänien vor.[9]

## Verwendung
Viele Gartenbesitzer schätzen die Pflanze als fleißig blühende Wildstaude, die hervorragend als Bodendecker geeignet ist.
Der Geschmack ist leicht bitter, die Blütenknospen schmecken süßlich. Zusammen erinnern die Geschmacksstoffe an eine bittere Schokolade. Die Wirkung dieses Krautes wird als schleimlösend, harntreibend, antibiotisch, krampflösend und entzündungshemmend beschrieben. In der alten Kräuterkunde wird das Habichtskraut innerlich bei Durchfall, grippalen Infekten, Blasen- und Nierenentzündung, Wurmbefall und Nierensteinen eingesetzt, äußerlich zur Wundbehandlung und als Augenspülung.

## Nachweise